# Maria Teresa da Espanha (1791-1794)
Maria Teresa de Bourbon (em castelhano: María Teresa de Borbón; Aranjuez, 16 de fevereiro de 1791 – El Escorial, 2 de novembro de 1794) era filha do rei Carlos IV da Espanha, e da rainha Maria Luísa de Parma, era neta paterna de Carlos III da Espanha e Maria Amália da Saxônia, e por via materna de Filipe I, Duque de Parma e Luísa Isabel da França. Era irmã mais nova de Carlota Joaquina, rainha de Portugal, Fernando VII, rei da Espanha e Maria Isabel, rainha das Duas Sicílias.

## Biografia
Nascida em 1791 no Palácio Real de Aranjuez em Aranjuez na Espanha, Maria Teresa era a décima segunda dos quatorze filhos e sexta das filhas do rei Carlos IV da Espanha e de sua esposa Maria Luísa de Parma. Morreu em 1794 aos três anos de idade, após ter contraído varíola, causando profunda tristeza (princialmente em sua mãe) em seus pais.